# Academy of Motion Picture Arts and Sciences
L'Academy of Motion Picture Arts and Sciences, in sigla A.M.P.A.S., anche abbreviata in Academy, è un'organizzazione professionale onoraria degli Stati Uniti fondata l'11 maggio 1927 in California per sostenere lo sviluppo dell'industria cinematografica nazionale e internazionale.
Nota in tutto il mondo per l'assegnazione dei premi Oscar, l'Academy è composta da 10.500 membri, quasi tutti professionisti del cinema di nazionalità statunitense. Tra i membri vi sono infatti anche grandi cineasti di altre 35 nazioni. Dall'agosto 2022 la presidente dell'Academy è Janet Yang. La sede si trova al 8949 Wilshire Boulevard, Beverly Hills, California 90211, Stati Uniti d'America.

## Storia

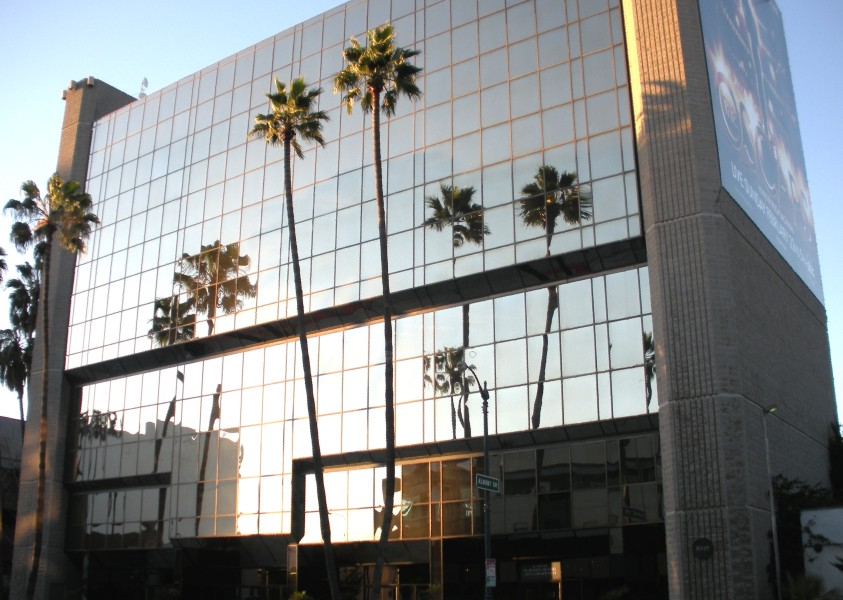
La sede centrale dell'Academy.

L'idea di un'accademia delle scienze e delle arti cinematografiche nacque con Louis B. Mayer, dirigente della Metro-Goldwyn-Mayer, il cui scopo inizialmente era creare un'organizzazione dedicata alla mediazione di controversie lavorative nel settore cinematografico. Le prime personalità che Mayer incontrò per discutere della nascita di una tale organizzazione, furono l'attore Conrad Nagel, il regista Fred Niblo e il capo della Alliance of Motion Picture and Television Producers, Fred Beetson. Queste personalità, d'accordo con Mayer, stabilirono che l'organizzazione sarebbe stata aperta solo a persone coinvolte in uno dei cinque rami del settore cinematografico: attori, registi, sceneggiatori, tecnici e produttori.
In seguito Mayer raccolse un gruppo di trentasei persone coinvolte nel settore della cinematografia, invitandole a un banchetto formale all'Hotel Ambassador di Los Angeles, che si sarebbe tenuto in data 11 gennaio 1927. Durante la serata Mayer presentò ai suoi ospiti quella che lui chiamava International Academy of Motion Picture Arts and Sciences ("Accademia internazionale delle scienze e delle arti cinematografiche"), e oggi tutti gli ospiti di Mayer di quell'evento vengono considerati come i fondatori dell'Academy. La parola International ("Internazionale") venne abbandonata prima della stesura degli articoli dello Statuto dell'Academy, articoli che furono depositati il 4 maggio 1927.
La prima riunione ufficiale dell'Academy si è tenuta il 6 maggio 1927, e la prima riunione organizzativa si è tenuta l'11 maggio. In quest'ultima riunione Douglas Fairbanks fu eletto primo presidente dell'Academy, Fred Niblo divenne il primo vice-presidente e fu stampato il primo elenco dei membri, composto da 230 personalità. Durante la stessa notte dell'11 maggio venne anche conferita la prima appartenenza onoraria, a Thomas Edison. Inizialmente l'Academy era suddivisa in cinque gruppi, o branche, che saranno destinate a aumentare col tempo: le branche degli attori, dei registi, degli sceneggiatori, dei tecnici e dei produttori.
Le preoccupazioni iniziali dell'Academy avevano a che fare con il lavoro in ambito cinematografico. Tuttavia, col passare del tempo, l'organizzazione tese ad allontanarsi dalle trattative e dal coinvolgimento in arbitrati per la gestione del lavoro. Il collocamento iniziale dell'Academy era al 6912 Hollywood Boulevard. Nel novembre 1927 l'Academy si trasferì al Roosevelt Hotel, all'indirizzo 7010 Hollywood Boulevard; in questo stesso mese l'Academy iniziò anche la compilazione di una libreria completa di pubblicazioni e periodici occupantisi del settore cinematografico e provenienti da tutto il mondo.
Uno dei vari comitati che si costituirono in quei primi giorni dell'Academy (tra il 1927 e il 1928) fu quello per gli Awards of Merit ("Premi al Merito"), ma fu solo a partire dal maggio 1928 che questo comitato cominciò ad avere discussioni serie sulla strutturazione dei premi e sulla cerimonia della loro consegna. Nel mese di luglio del 1928, il Consiglio di Amministrazione dell'Academy approvò un elenco di 12 Awards of Merit for distinctive achievement ("Premi al Merito per contributi eccezionali") da presentare, e vennero anche stabilite le procedure di nomina, voto e selezione dei vincitori. Gli "Awards of Merit for distinctive achievement" erano quello che oggi chiamiamo Premi Oscar, e furono consegnati per la prima volta il 16 maggio 1929, davanti a una platea di sole 270 persone.
Nel maggio 1928, l'Academy autorizzò la costruzione di una sala di proiezione che avrebbe dovuto essere lo stato dell'arte in termini di proiezione cinematografica, e che fu completata nell'aprile del 1929. Nel 1928 l'Academy pubblicò Report on Incandescent Illumination ("Rapporto sull'illuminazione a incandescenza"); questo libro è stato il primo in una lunga storia di pubblicazioni destinate a assistere gli stessi membri dell'Academy. Nel 1929 i membri dell'Academy, in collaborazione con la University of Southern California, crearono la prima scuola di cinema americana, allo scopo di promuovere l'arte e le scienze delle immagini in movimento. I membri fondatori della scuola includevano Fairbanks (l'allora Presidente dell'Academy), David Wark Griffith, William C. deMille, Ernst Lubitsch, Irving Thalberg e Darryl F. Zanuck. Il 1930 vide un altro trasferimento dell'Academy, dal 7010 al 7046 Hollywood Boulevard, allo scopo di accogliere uno staff ormai ingranditosi. Nel dicembre dello stesso anno la libreria dell'Academy era riconosciuta come avente "una delle più complete collezioni di informazioni relativamente all'industria cinematografica".
Nel 1934 l'Academy iniziò la pubblicazione della Screen Achievement Records Bulletin, che oggi è conosciuta come il Motion Picture Credits Database. Questo database è una lista dei crediti dei film nominati per i Premi Oscar, così come dei crediti di altri film distribuiti nella contea di Los Angeles, e viene compilato utilizzando del materiale della Biblioteca Margaret Herrick dell'Academy. Nel 1935 un ancora accresciuto staff costringerà l'Academy a un altro trasferimento. Questa volta, gli uffici amministrativi si trasferiranno al Taft Building di Los Angeles, ma la libreria verrà spostata al 1455 North Gordon Street. Nel 1937 fu pubblicata la prima edizione dell'Academy Players Directory. Questo "Repertorio degli attori dell'Academy" è stato pubblicato fino al 2006, anno in cui sarà venduto a un privato. L'Academy è stata coinvolta negli aspetti tecnici della realizzazione dei film sin dalla sua fondazione nel 1927; nel 1938, il suo Consiglio Scientifico e Tecnologico consisteva già di 36 comitati tecnici che affrontavano questioni tecniche legate al suono, alla registrazione, alla riproduzione, alla proiezione, all'illuminazione e alla conservazione dei film.
Il 24 giugno 2009 Sid Ganis, l'allora presidente dell'Academy, annunciò che a partire dall'edizione del 2010 degli Oscar potevano essere candidati al premio Oscar al miglior film fino a dieci lungometraggi. Nel 2009 si sono anche tenuti i primi Governors Awards ("Premi del consiglio amministrativo"), edizioni speciali degli Oscar che si tengono in novembre e in cui vengono consegnati, tra gli altri, l'Oscar onorario e il Premio alla memoria Irving G. Thalberg. Nel maggio 2011 l'Academy ha inviato una lettera per riferire ai suoi circa 6000 membri che sarebbe stato implementato un sistema di voto degli Oscar on-line nel 2013.
Nel 2016 l'Academy è diventata bersaglio di critiche per la sua apparente incapacità nel riconoscere i risultati di professionisti legati a delle minoranze. Difatti, per il secondo anno consecutivo tutti i venti candidati nelle principali categorie di recitazione erano dei caucasici. Nel 2015 il presidente dell'Academy Cheryl Boone Isaacs, il primo afro-americano e la prima donna a essere a capo dell'Academy (ma anche l'unica persona di colore ad essere presente nel suo Consiglio di Amministrazione), aveva negato che ci fosse un problema: quando le fu chiesto se l'Academy aveva delle difficoltà a riconoscere le minoranze, ella rispose "Per niente". Il fatto che nel 2016 tutte le nomine per i premi attoriali fossero per attori di pelle bianca, è stato considerato da Gil Robertson IV, il presidente dell'African American Film Critics Association, come "offensivo". È stata sollevata la questione se bias consci o inconsci sull'etnia giochino un ruolo nell'assegnazione dei Premi Oscar.
Spike Lee, intervistato poco dopo la pubblicazione della lista delle nomine del 2016, identificò il problema nella leadership hollywoodiana, affermando: «Possiamo vincere un Oscar di tanto in tanto, ma un Oscar non può cambiare radicalmente il modo di condurre gli affari di Hollywood. Non sto parlando delle star. Sto parlando dei dirigenti». Anche la Boone Isaacs dichiarò: "Sono rattristata e frustrata dalla mancanza di inclusione [di minoranze]. Si tratta di una discussione difficile ma importante, ed è tempo di fare dei grandi cambiamenti". Dopo la dichiarazione della Boone Isaacs, altri celebri afro-americani, come gli attori Will e Jada Pinkett Smith e l'attivista Al Sharpton, invitarono a boicottare gli Oscar del 2016 (che si sarebbero tenuti poco dopo, il 28 febbraio). In risposta a queste critiche, l'Academy ha infine istituito delle nuove regole destinate a raddoppiare entro il 2020 il numero di suoi membri di sesso femminile e appartenenti a delle minoranze.

## Caratteristiche
L'appartenenza all'Academy è suddivisa in diciassette rami, ciascuno dei quali rappresenta un settore diverso della produzione cinematografica. Ogni membro può appartenere ad uno solo di questi rami. Quello degli attori è il gruppo più grosso, e nel 2006 era costituito da 1311 membri, ovvero dal 22 per cento dell'Academy.
Tutti i membri dell'AMPAS vi entrano perché invitati dal suo Consiglio di Amministrazione ("Board of Governors"). Si diventa eleggibili a soci in due modi: o perché si è vinto un Oscar in modo competitivo, o perché due membri di una determinata branca hanno sponsorizzato il candidato per un'elezione a socio della loro stessa branca, sulla base di significativi e pertinenti contributi dati nel campo del cinema.
Le nuove proposte di adesione vengono considerate a scadenza annuale, in primavera. Fino al 2007, per ciascun anno venivano annunciati i nomi di coloro che erano stati invitati a partecipare quell'anno; oggi, l'Academy non rivela pubblicamente il nome dei suoi membri. La conferenza stampa del 2007 affermò anche che essa aveva poco meno di 6.000 membri votanti. Delle politiche rigorose di adesione hanno conservato il loro numero pressoché costante da allora.
L'appartenenza all'Academy non ha scadenze, anche se il membro ha difficoltà a realizzare dei progetti o dei lavori.
Nel 2012, sono stati pubblicati i risultati di uno studio condotto dal Los Angeles Times, che descrive la composizione demografica di circa l'88% dei membri votanti dell'AMPAS. Secondo lo studio, dei 5 100 e più elettori attivi confermati, il 94% era caucasico, il 77% era di sesso maschile, il 54% era di età superiore ai 60 anni e il 33% era costituito da ex-candidati (14%) e vincitori (19%).
I membri dell'Academy hanno delle agevolazioni al Samuel Goldwyn Theater e vi possono vedere molti film gratuitamente entro due settimane dalla loro distribuzione, e qualche volta prima di essa.
Per le 73 premiazioni annuali degli Oscar antecedenti al 2007, i voti sono stati accertati dalla società di revisione PricewaterhouseCoopers e dal suo predecessore Price Waterhouse.

### Le 17 branche dell'Academy
1. Attori
2. Direttori del casting (branca creata il 31 luglio del 2013)[35]
3. Direttori della fotografia
4. Costumisti (deriva dalla precedente Branca dei Direttori artistici)[36]
5. Scenografi (deriva dalla precedente Branca dei Direttori artistici)[36]
6. Registi
7. Documentari
8. Esecutivi
9. Montatori
10. Truccatori e acconciatori
11. Musiche
12. Produttori
13. Pubbliche relazioni
14. Cortometraggi e film d'animazione
15. Suono
16. Effetti speciali
17. Sceneggiatori

## I 36 fondatori dell'Academy
Attori
- Richard Barthelmess
- Jack Holt
- Conrad Nagel
- Milton Sills
- Douglas Fairbanks, Sr.
- Harold Lloyd
- Mary Pickford

Registi
- Cecil B. DeMille
- Frank Lloyd
- Henry King
- Fred Niblo
- John M. Stahl
- Raoul Walsh

Sceneggiatori
- Joseph Farnham
- Benjamin F. Glazer
- Jeanie Macpherson
- Bess Meredyth
- Carey Wilson
- Frank E. Woods

Tecnici
- Joseph A. Ball
- Cedric Gibbons
- Roy J. Pomeroy

Produttori
- Fred Beetson
- Charles H. Christie
- Sid Grauman
- Milton E. Hoffman
- Jesse L. Lasky
- M. C. Levee
- Louis B. Mayer
- Joseph M. Schenck
- Irving Thalberg
- Harry Warner
- Jack Warner
- Harry Rapf

Avvocati
- Edwin Loeb
- George W. Cohen

## Presidenti
I Presidenti dell'Academy sono eletti per la durata di un anno e possono essere rieletti soltanto per tre volte, ovvero per quattro mandati consecutivi.
- Douglas Fairbanks (1927-1929)
- William C. deMille (1929-1931)
- M. C. Levee (1931-1932)
- Conrad Nagel (1932-1933)
- J. Theodore Reed (1933-1934)
- Frank Lloyd (1934-1935)
- Frank Capra (1935-1939)
- Walter Wanger (1939-1941) (1º mandato)
- Bette Davis (1941) (dimissionaria dopo due mesi)
- Walter Wanger (1941-1945) (2º mandato)
- Jean Hersholt (1945-1949)
- Charles Brackett (1949-1955)
- George Seaton (1955-1958)
- George Stevens (1958-1959)
- B. B. Kahane (1959-1960) (deceduto)
- Valentine Davies (1960-1961) (deceduta)
- Wendell Corey (1961-1963)
- Arthur Freed (1963-1967)
- Gregory Peck (1967-1970)
- Daniel Taradash (1970-1973)
- Walter Mirisch (1973-1977)
- Howard W. Koch (1977-1979)
- Fay Kanin (1979-1983)
- Gene Allen (1983-1985)
- Robert Wise (1985-1988)
- Richard Kahn (1988-1989)
- Karl Malden (1989-1992)
- Robert Rehme (1992-1993) (1º mandato)
- Arthur Hiller (1993-1997)
- Robert Rehme (1997-2001) (2º mandato)
- Frank Pierson (2001-2005)
- Sid Ganis (2005-2009)
- Tom Sherak (2009-2012)
- Hawk Koch (2012-2013)
- Cheryl Boone Isaacs (2013-2017)
- John Bailey (2017-2019)
- David Rubin (2019-2022)
- Janet Yang (dal 2022)

## Attuale gruppo dirigente
- Presidente – Janet Yang
- Vice president – Teri E. Dorman
- Vice Presidente - Segretario – Donna Gigliotti
- Vice Presidente – Lynette Howell Taylor
- Vice Presidente – Larry Karaszewski
- Vice Presidente - Tesoriere – David Linde
- Vice Presidente – Isis Mussenden
- Vice Presidente – Kim Taylor-Coleman
- Vice Presidente – Wynn Thomas
- Chief executive officer – Bill Kramer

### Il Consiglio di Amministrazione
A partire dall'aprile del 2014, il Consiglio di Amministrazione è composto da 51 membri (governatori), ossia da tre governatori per ciascuno dei 17 rami dell'Academy. La branca dei truccatori e degli acconciatori, creata nel 2006, ha avuto un solo governatore fino al luglio 2013. Il ramo dei direttori del casting, creato nel 2013, ha eletto i suoi primi tre governatori alla fine del 2013. Il Consiglio di Amministrazione è responsabile della gestione aziendale dell'Academy, del suo controllo e delle sue norme generali. Il Consiglio di Amministrazione nomina anche un amministratore delegato e un direttore operativo incaricati di supervisionare le attività amministrative dell'Academy.
- Attori – Whoopi Goldberg, Marlee Matlin, Rita Wilson
- Casting Director – Richard Hicks, Kim Taylor-Coleman, Debra Zane
- Direttori della fotografia – Dion Beebe, Paul Cameron, Mandy Walker
- Costumisti – Ruth E. Carter, Eduardo Castro, Isis Mussenden
- Registi – Susanne Bier, Ava DuVernay, Jason Reitman
- Documentaristi – Kate Amend, Chris Hegedus, Jean Tsien
- Dirigenti – Pam Abdy, Donna Gigliotti, David Linde
- Montatori – Nancy Richardson, Stephen E. Rivkin, Terilyn A. Shropshire
- Truccatori e acconciatori – Howard Berger, Bill Corso, Linda Flowers
- Marketing e pubbliche relazioni – Megan Colligan, Laura Kim, Christina Kounelias
- Compositori – Lesley Barber, Charles Bernstein, Charles Fox
- Produttori – Jason Blum, Lynette Howell Taylor, Jennifer Todd
- Scenografi – Tom Duffield, Missy Parker, Wynn P. Thomas
- Animazione – Bonnie Arnold, Jon Bloom, Marlon West
- Sonoro – Gary C. Bourgeois, Peter J. Devlin, Teri E. Dorman
- Effetti speciali – Rob Bredow, Brooke Breton, Paul Debevec
- Sceneggiatori – Larry Karaszewski, Howard A. Rodman, Eric Roth
- Membri at-large – DeVon Franklin, Rodrigo García, Janet Yang